# K.T. 2 – Pravda na zadatku
K.T. 2 – Pravda na zadatku, poznata pod nazivom Krim Tim 2, je hrvatska televizijska serija koja se prikazivala od 14. svibnja 2007. do 29. kolovoza 2008. na kanalu RTL Hrvatska. Osnova formata je lažni dokumentarizam, mješavina fikcije i dokumentarnog prikazivanja. U seriji kao naturščici glume profesionalni policijski inspektori, osim Dunje Sepčić koja glumi inspektoricu Anju Morić.

## Radnja
Radnja prati troje policijskih inspektora koji istražuju zločine, od otkrića do uhićenja. Svaka epizoda rješava jedan slučaj, a prolaze se svi dijelovi istrage: prikazi mjesta zločina s ekipom forenzičara, ispitivanja, tragovi, ljudske drame svjedoka i počinitelja.

## Glumačka postava

### Glavne uloge
- Dunja Sepčić kao Anja Morić, policijska inspektorica (1. – 55. epizoda)
- Vesna Kozar, policijska inspektorica (56. – 159. epizoda)
- Leon Lučić, policijski inspektor
- Ivan Primorac, viši policijski inspektor

### Gostujuće uloge
- Slavko Sobin kao Luka Šarić (1. epizoda)
- Sandra Pertz

## Pregled serije
| Sezona | Sezona | Epizode | Prvo prikazivanje | Prvo prikazivanje  |
| Sezona | Sezona | Epizode | Premijera         | Finale             |
| ------ | ------ | ------- | ----------------- | ------------------ |
|        | 1.     | 159     | 14. svibnja 2007. | 29. kolovoza 2008. |

## Vanjske poveznice
- Arhivirana inačica izvorne stranice od 13. svibnja 2007. (Wayback Machine)
- K.T. 2 – Pravda na zadatku u internetskoj bazi filmova IMDb-a